# Галътин (окръг, Илинойс)
Окръг Галътин (на английски: Gallatin County) е окръг в щата Илинойс, Съединени американски щати. Площта му е 850 km², а населението - 6445 души (2000). Административен център е град Шонийтаун.